# Kapronczi Mihály
Kapronczi Mihály (Debrecen, 1947. január 28. – 2019. február 6.) magyar agrármérnök, politikus, országgyűlési képviselő 1994 és 2002 között.
Debreceni Agrártudományi Egyetem 1966-1970

## Élete
1965-ben a pallagi Mezőgazdasági Technikumban érettségizett, majd egy évet halászként dolgozott a hortobágyi halastavaknál. 1966 és 1970 között volt a Debreceni Agrártudományi Egyetem hallgatója, ahol a Mezőgazdaságtudományi karon agrármérnöki diplomát szerzett.
1971-ben a csökmői Egyetértés Mgtsz-ben gyakornok volt. 1971 és 1973 között a Földhivatalnál, majd a Zöldértnél dolgozott. 1974 és 1976 között az ebesi Vörös Csillag, 1977 és 1979 között a pocsaji Dózsa Mgtsz agronómusa volt, majd 1980–1981-ben főagronómusként tevékenykedett Ártándon. 1982 és 1990 között egyéni gazdálkodó kertész volt. 1991 augusztusától a Hajdú-Bihar megyei Kárrendezési Hivatal helyettes vezetője volt.
1993 áprilisában az FKGP Hajdú-Bihar megyei szervezetének elnöke lett. 1994 és 2002 között országgyűlési képviselő volt. 1994–95-ben az FKGP képviselője, majd függetlenként dolgozott. 1998 és 2002 között a MIÉP frakció alapítója volt és az országgyűlés jegyzőként dolgozott. 2002-ben visszavonult a politizálástól.